# Herman Hülphers
Herman Vilhelm Hülphers, född 6 maj 1822 på Älvvik i Gillberga socken, Värmland, död 21 mars 1905 i Stockholm, var en svensk läkare.
Herman Hülphers var son till lantbrukaren Pehr Abraham Hülphers. Han blev 1840 student vid Uppsala universitet, medicine kandidat 1845, medicine licentiat 1847 och efter disputation samma år medicine doktor 1856. Efter förordnanden bland annat vid Serafimerlasarettets kirurgiska klinik 1849 och vid dess medicinska klinik 1853–1854 öppnade Hülphers privat praktik i Stockholm. Han var från 1845 militärläkare och blev 1856 tillförordnad regementsläkare vid Livbeväringsregementet och 1859 bataljonsläkare vid Sappörkompaniet samt var 1879–1897 regementsläkare vid Andra livgardet. Han utnämndes redan 1850 till hovmedikus hos änkedrottning Desideria och blev 1857 hennes tjänstgörande livmedikus. 1871–1894 var han läkare vid Frimurarbarnhuset. Han invaldes i Krigsvetenskapsakademien 1877. Hülphers båda främsta insatser var knutna till hans två uppmärksammade föredrag Om bruket af distillerade spritdrycker från militär-hygienisk synpunkt (1880, tryckt 1881), som gav impulsen till spritens avhysande från militärlogementen, och Om sjuksköterskor och deras danande (1881, tryckt 1882), varmed frågan om sjuksköterskeutbildningen först fördes upp på dagordningen i Sverige. 